# Eugnathia diagonalis
Eugnathia diagonalis là một loài bướm đêm trong họ Erebidae.